# Анджей Кашюра
Анджей Кашюра (на полски: Andrzej Kasiura) е полски политик, кмет на Крапковице.

## Биография
Анджей Кашюра е роден на 17 юни 1969 година в град Крапковице. През 1994 година завършва Техническия университет в град Вроцлав. В периода от 1994 до 2002 година работи в ING Bank Śląski, достигайки до позицията – ръководител на отдел. През 2010 година избран за кмет на Крапковице.